# Список акронімів української мови (Ф)
Список акронімів української мови, які починаються з літери «Ф»:
- ФАД — Флавінаденіндинуклеотид
- ФАО (англ. FAO: Food and Agriculture Organization) — Продовольча та сільськогосподарська організація ООН
- ФАП — Фельдшерсько-акушерський пункт
- ФАПЧ — Фазове автопідлаштування частоти
- ФАР — Фазована антенна решітка
- ФАРЕ (англ. PHARE: Poland and Hungary: Aid for Restructuring of the Economies) — фінансовий інструмент Європейського Союзу на допомогу країнам-кандидатам з Центральної та Східної Європи у підготовці до вступу в ЄС
- ФАРК (ісп. FARC: Fuerzas Armadas Revolucionarias de Colombia) — Революційні збройні сили Колумбії
- ФАТФ (англ. FATF: Financial Action Task Force on Money Laundering) — Міжнародна група з протидії відмиванню брудних грошей
- ФАТХ (араб. حركة التحرير الوطني الفلسطيني, Харакат аль-Тахрір аль-Ватані аль-Філастіні) — Рух за національне визволення Палестини
- ФБ («Facebook») — найбільша у світі соціальна мережа
- ФБР — Федеральне бюро розслідувань
- ФБУ — Федерація бадмінтону України
- ФБУ — Федерація баскетболу України
- ФБУ — Федерація біатлону України
- ФБУ — Федерація боксу України
- ФВМ — Фонд Вікімедіа
- ФГВФО — Фонд гарантування вкладів фізичних осіб
- ФДМУ — Фонд державного майна України
- ФДР — Фінляндська Демократична Республіка
- ФЕП — Фотоелектронний помножувач
- ФЕСКР — Фотоелектронна спектроскопія з кутовим розділенням
- ФІА (фр. FIA: Fédération Internationale de l'Automobile) — Міжнародна Автомобільна Федерація
- ФІАТ (італ. FIAT: Fabbrica Italiana Automobili Torino) — італійський виробник автомобілів
- ФІБА (фр. FIBA: Fédération Internationale de Basketball) — Міжнародна федерація баскетболу
- ФІВБ (фр. FIVB: Fédération Internationale de Volleyball) — Міжнародна федерація волейболу
- ФІДЕ (фр. FIDE: Fédération Internationale des Échecs) — Міжнародна організація шахістів
- ФІПРЕССІ (фр. FIPRESCI: Fédération internationale de la presse cinématographique) — Міжнародна федерація кінопреси
- ФІФА (фр. FIFA: Fédération Internationale de Football Association) — Міжнародна федерація футболу
- ФМ — Амплітудна модуляція
- ФМН — Флавінмононуклеотид
- ФМР — Феромагнітна рідина
- ФНЛА (порт. FNLA: Frente Nacional de Libertação de Angola) — Національний фронт за звільнення Анголи
- ФНЧ — Фільтр низьких частот
- ФОП — Фізична особа-підприємець
- ФОРТРАН (англ. FORTRAN: Formula Translating System) — імперативна мова програмування загального призначення
- ФПГ — Промислово-фінансова група
- ФРБ — Федеральний резервний банк
- ФРН — Федеративна Республіка Німеччина
- ФРС — Федеральна резервна система
- ФСБ — Федеральна служба безпеки РФ
- ФСГ — Фолікулостимулюючий гормон
- ФСКН — Федеральна служба Російської Федерації з контролю за обігом наркотиків
- ФСО — Федеральна служба охорони РФ
- ФУЦА — Федеральне управління цивільної авіації США
- ФФУ — Федерація футболу України
- ФХУ — Федерація хокею України
- ФЧХ — Фазо-частотна характеристика
- ФШМ — Федеративні Штати Мікронезії
- ФШУ — Федерація шахів України